# Raipur
Raipur (en hindi: रायपुर) es la ciudad capital del estado de Chhattisgarh en la India central. Está situada cerca del centro de una gran llanura; se la conoce como el «tazón de arroz de la India», donde cientos de variedades de arroz se cultivan. Al este de la ciudad fluye el río Mahanadi y al sur se concentran bosques densos y la meseta de Baster.
Su área es de 226 km² y su población es de 605 000. Raipur se ubica a 299 m sobre el nivel del mar.

## Historia
Raipur ha estado en existencia desde el siglo IX; el antiguo sitio y ruinas de la fortaleza se pueden ver en la parte sur de la ciudad. Distrito de Raipur es importante históricamente y como un punto de interés arqueológico. Este distrito fue una vez parte de la Reino Unido Dakshina y posteriormente considera parte del Imperio Maurya. Raipur ha sido la capital de los reyes de la dinastía de Haihaya Kalchuri, en el control de los fuertes de Chhattisgarh durante un período considerable. Los Reyes dw Satawahana gobernaron esta parte hasta el siglo II-III.
En siglo IV d C el rey de Samudragupta conquistó en esta región y estableció su dominio hasta el quinto siglo VI, cuando la zona cayó bajo el dominio de los reyes de Sarabhpuri. Desde hace algún tiempo en los siglos V y VI, reyes de Nala dominaron esta área. Más tarde los reyes de Somavanshi tomaron el control y gobernaron con Sirpur ("Ciudad de la Riqueza") como su capital. Mahashivgupt Balarjun era el emperador más poderoso de esta dinastía. Su madre, la reina viuda de Harshgupta del Somavansh, Rani Vasata construyó el templo de ladrillo de Lakshman. La Kalachuri y los reyes de la dinastía de Tumman gobernaron el área durante un largo período de hacer Ratanpur la capital. Las antiguas inscripciones de Ratanpur, Rajim y Khallari refieren al reinado de los reyes de Kalchuri. Se cree que el rey de Ramachandra de esta dinastía establecida la ciudad de Raipur y posteriormente la convirtió en la capital de su reino.
Otra historia sobre Raipur es que el hijo del rey de Ramachandra Brahmdeo Rai había establecido Raipur. Su capital fue en Khalwatika (ahora Khallari). La ciudad de nueva construcción fue nombrado después de Brahmdeo Rai como 'Raipur'. Fue durante su reinado en 1402 que Hajiraj Naik el templo de Hatkeshwar Mahadev se construyó a las orillas del río Kharun. La caída del gobierno de esta dinastía llegó con la muerte del rey Amarsingh Deo. En esta región se había convertido en el dominio de los reyes de Bhosle tras la muerte de Amarsingh Deo. Con la muerte de Raghuji III, el territorio fue asumida por el gobierno británico de Bhonsla'a de Nagpur y Chhatisgarh fue declarada una división separada, la División de Chhattisgarh de las Provincias Centrales, con su cuartel general en Raipur en 1854. En el momento de la independencia de la India  del distrito de Raipur se incluyó en las provincias centrales y Berar.

## Geografía
Raipur se encuentra cerca del centro de una gran llanura, a veces denominada "cuenco de arroz de la India", donde se cultivan cientos de variedades de arroz. El río Mahanadi fluye hacia el este de la ciudad de Raipur, y el lado sur tiene densos bosques. La colina de Maikal se elevan en el noroeste de Raipur; en el norte, la tierra se eleva y se fusiona con la Meseta Chota Nagpur, que se extiende al noreste a través del estado de Jharkhand. En el sur de Raipur se encuentra la meseta de Decán.

### Clima
Raipur tiene un clima tropical de sabana (según la clasificación climática de Köppen Aw) las temperaturas son moderadas durante todo el año, excepto entre marzo y junio, que pueden estar muy calientes. La temperatura en abril a mayo a veces se eleva por encima de 48C. Los meses de verano tienen vientos secos y calientes. La ciudad recibe cerca de 1.300 milímetros de lluvia, sobre todo en la temporada de monzones desde finales de junio hasta principios de octubre. Los inviernos duran desde noviembre hasta enero y son leves, aunque puede caer hasta los 5C.
| Parámetros climáticos promedio de Raipur | Parámetros climáticos promedio de Raipur | Parámetros climáticos promedio de Raipur | Parámetros climáticos promedio de Raipur | Parámetros climáticos promedio de Raipur | Parámetros climáticos promedio de Raipur | Parámetros climáticos promedio de Raipur | Parámetros climáticos promedio de Raipur | Parámetros climáticos promedio de Raipur | Parámetros climáticos promedio de Raipur | Parámetros climáticos promedio de Raipur | Parámetros climáticos promedio de Raipur | Parámetros climáticos promedio de Raipur | Parámetros climáticos promedio de Raipur |
| Mes                                      | Ene.                                     | Feb.                                     | Mar.                                     | Abr.                                     | May.                                     | Jun.                                     | Jul.                                     | Ago.                                     | Sep.                                     | Oct.                                     | Nov.                                     | Dic.                                     | Anual                                    |
| ---------------------------------------- | ---------------------------------------- | ---------------------------------------- | ---------------------------------------- | ---------------------------------------- | ---------------------------------------- | ---------------------------------------- | ---------------------------------------- | ---------------------------------------- | ---------------------------------------- | ---------------------------------------- | ---------------------------------------- | ---------------------------------------- | ---------------------------------------- |
| Temp. máx. media (°C)                    | 27                                       | 30                                       | 35                                       | 39                                       | 41                                       | 36                                       | 30                                       | 30                                       | 31                                       | 31                                       | 28                                       | 26                                       | 32                                       |
| Temp. mín. media (°C)                    | 13                                       | 15                                       | 20                                       | 24                                       | 27                                       | 26                                       | 23                                       | 23                                       | 22                                       | 21                                       | 16                                       | 12                                       | 20                                       |
| Precipitación total (mm)                 | 10                                       | 17                                       | 14                                       | 13                                       | 18                                       | 239                                      | 383                                      | 364                                      | 197                                      | 50                                       | 11                                       | 16                                       | 1330                                     |
| Fuente:                                  |                                          |                                          |                                          |                                          |                                          |                                          |                                          |                                          |                                          |                                          |                                          |                                          |                                          |

## Transporte

### Tren
La Estación Ferrocarril Raipur Junction está situada en la línea Howrah-Nagpur-Mumbai de los Indian Railways (vía Bhusawal, Nagpur, Gondia, Bilaspur, Rourkela, Kharagpur) y está conectada con la mayoría de las ciudades principales.

### Aeropuerto
El Aeropuerto Swami Vivekananda o el aeropuerto de Mana es el principal aeropuerto que sirve al estado de Chhattisgarh. El aeropuerto se ubica a 15 km (9.3 millas) al sur de Raipur, cerca de Naya Raipur.

## Economía
Su principal economía es la agricultura, el comercio y la minería. Raipur es una de las ciudades más ricas y más grande de la India del mercado de hierro, hay cerca de 200 molinos de laminación de acero, 195 plantas de hierro esponja, más de 6 plantas de acero, 500 agroindustrias y más de 35 plantas de ferroaleaciones y todas las empresas de cemento más importantes y locales tienen una sede en esta ciudad.